# Думноны

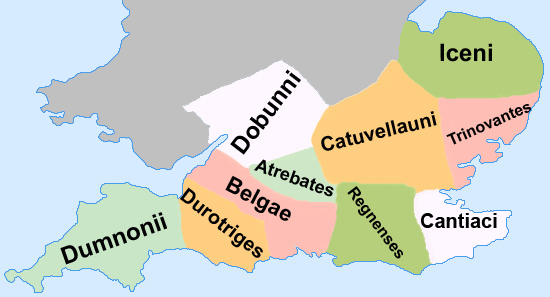
Думноны на территории Южной Британии

Думноны (Dumnonii или Dumnones) — британское кельтское племя, которое населяло более далёкие части юго-западного полуострова Великобритании, с, по крайней мере, железного века до раннего саксонского периода. Оно граничило на востоке с дуротригами (Durotriges). Главный город — Isca Dumnoniorum (Эксетер).

## Поселения думнонов
Поселения, которые были идентифицированы к периоду думнонов:
- Укселис (Uxelis, Лонсестон) — Uxella в Космографии Равенны (Ravenna Cosmography). Название было связано с Сомерсетом на реке Акс. Никакое римское поселение ещё не было найдено.
- Тамарис (Tamaris, Плимут)

Названия, которые найдены на дорожных столбах, включают:
- Неметостатио (Nemetostatio, North Tawton)
- Волиба (Voliba) — местоположение неопределено
- Дурокорнавий (Durocornavium)

Другие римско-британские местности в себя включают:
- Topsham (Девон)
- Ictis (St. Michael’s Mount)
- Nanstallon (Корнуолл)
- Mount Batten (Девон)
- Плимут (Plymouth, Девон)